# Michael Zachries
Michael Zachries (* 29. Oktober 1943 in Zwickau; † 28. Juli 2021 in Starnberg) war ein deutscher Segelsportler, der für die Deutsche Demokratische Republik antrat.

## Sportliche Laufbahn
Der gelernte Feinblechner begann mit dem Segelsport bei der SG Dynamo Berlin-Süd, 1967 wechselte er zum TSC Berlin, aus dem 1969 der SC Berlin-Grünau hervorging. Ab 1969 segelte Zachries in der Drachenklasse, in der er 1971 zusammen mit Steuermann Dieter Below und einem dritten Segler namens Nolte den DDR-Titel gewann. 1971 und 1972 waren Below und Zachries Vizeeuropameister im Drachen. Für die Olympischen Spiele 1972 vor Kiel waren die Europameister im Drachen 1972 Paul Borowski, Karl-Heinz Thun und Konrad Weichert qualifiziert. Below und Zachries gehörten dem Olympiateam 1972 als Ersatzleute an.
1973 wechselte Dieter Below mit Michael Zachries in die Soling-Klasse und als dritter Mann kam Olaf Engelhardt hinzu. Bei den Europameisterschaften 1973 siegten Below, Zachries und Engelhardt vor einem österreichischen Boot und dem zweiten DDR-Boot mit Roland Schwarz, Lothar Köpsel und Werner Christoph. Im Jahr darauf gewann bei den Europameisterschaften 1974 die bundesdeutsche Crew von Willi Kuhweide vor den Booten von Roland Schwarz und von Dieter Below. 1976 siegten Below, Zachries und Engelhardt bei den Europameisterschaften vor der dänischen Mannschaft mit Valdemar Bandolowski, Erik Hansen und Poul Høj Jensen. Bei der olympischen Regatta 1976 gewannen die Dänen vor den Weltmeisterschaftsdritten von 1975 aus den USA, dahinter erhielten Below, Zachries und Engelhardt die olympische Bronzemedaille. 1978 gewann Belows Crew noch einmal Bronze bei den Europameisterschaften, dann wechselte Engelhardt ins Starboot und für ihn ergänzte Bernd Klenke die Soling-Crew von Dieter Below. Below, Zachries und Klenke belegten bei der olympischen Regatta 1980 den vierten Platz.
Zachries war danach Segelmacher beim SC Berlin-Grünau und wechselte 1991 als Bootsmann zum Münchner Yacht-Club an den Starnberger See.